# ГЕС Зворник
ГЕС Зворник — гідроелектростанція на заході Сербії у Мачванському окрузі, споруджена на річці Дріна (права притока Сави), яка утворює кордон між Сербією та Боснією. Становить нижній ступінь у каскаді, знаходячись після ГЕС Баїна Башта.
Для спорудження станції річку перекрили бетонною гравітаційною водозливною греблею висотою 41,5 метрів, на спорудження якої пішло 316 тис. м3 бетону. Внаслідок цього утворилось водосховище з об'ємом 126 млн м3.
Машинний зал станції складається з двох частин — біля лівого та правого берегів річки — та є частиною конструкції греблі. Він обладнаний чотирма турбінами типу Каплан загальною потужністю 92 МВт, введеними в експлуатацію у період з 1955 по 1958 роки. При середньому напорі у 20 метрів це забезпечує виробництво 0,45 млрд кВт·год на рік.